# Discestra mendax
Discestra mendax là một loài bướm đêm trong họ Noctuidae.